# Garath
Garath és un barri del districte urbà núm. 10 de la ciutat de Düsseldorf a l'estat federal de Rin del Nord-Westfàlia a Alemanya. L'1 d'agost de 2009 tenia 5070 habitants a una superfície de 3,64 km².

## Història

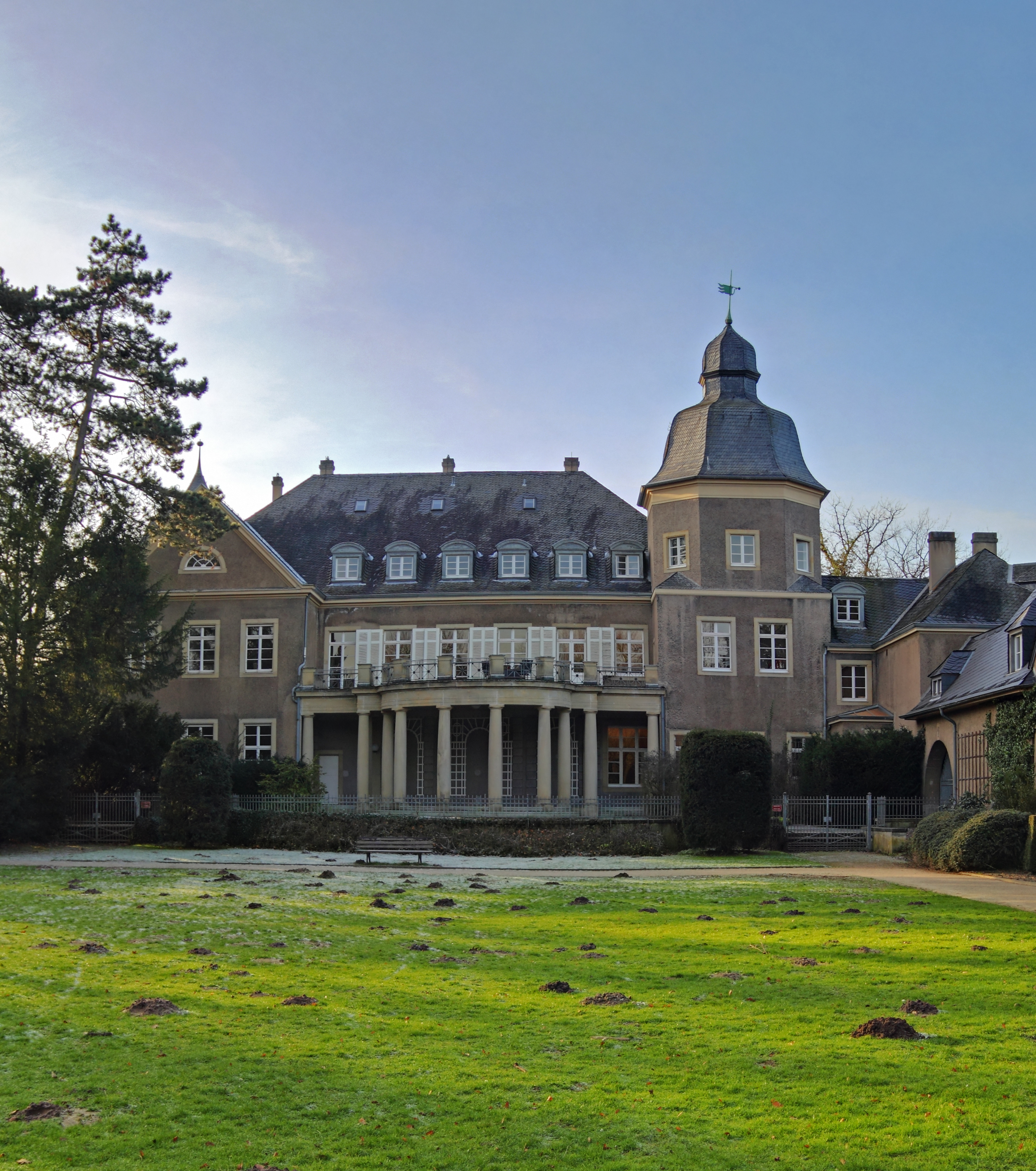
El Castell de Garath

El primer esment escrit Garderode data del 1271. El sufix –rode, transformat al llarg del temps en –rath significa camp desboscat, la primera part és probablement el nom del primer senyor. La nissaga de Garath va extingir-se el 1414. Les possessions passaron d'una família noble a l'altre, fins que el 1610 Bernat de Velbrück construï el Castell de Garath. La nissaga de Velbrück, del qual Francesc Carles de Velbrück (1719-1784), príncep-bisbe del principat de Lieja va ser el més famós, va extingir-se el 1776.
A la reorganització administrativa després de la revolució francesa va esdevenir un municipi independent. El 31 de juliol de 1929 va fusionar amb la ciutat de Düsseldorf. El poble va conservar el seu caràcter rural fins que el 1961 la ciutat va urbanitzar-lo, segons un pla general de Friedrich Tamms (1904-1980), segons l'exemple dels New Towns anglesos. El 1967 el barri nou va ser connectat a la xarxa de la S-Bahn de Düsseldorf.
És principalment un barri dormitori.

## Llocs d'interès
- Castell de Garath

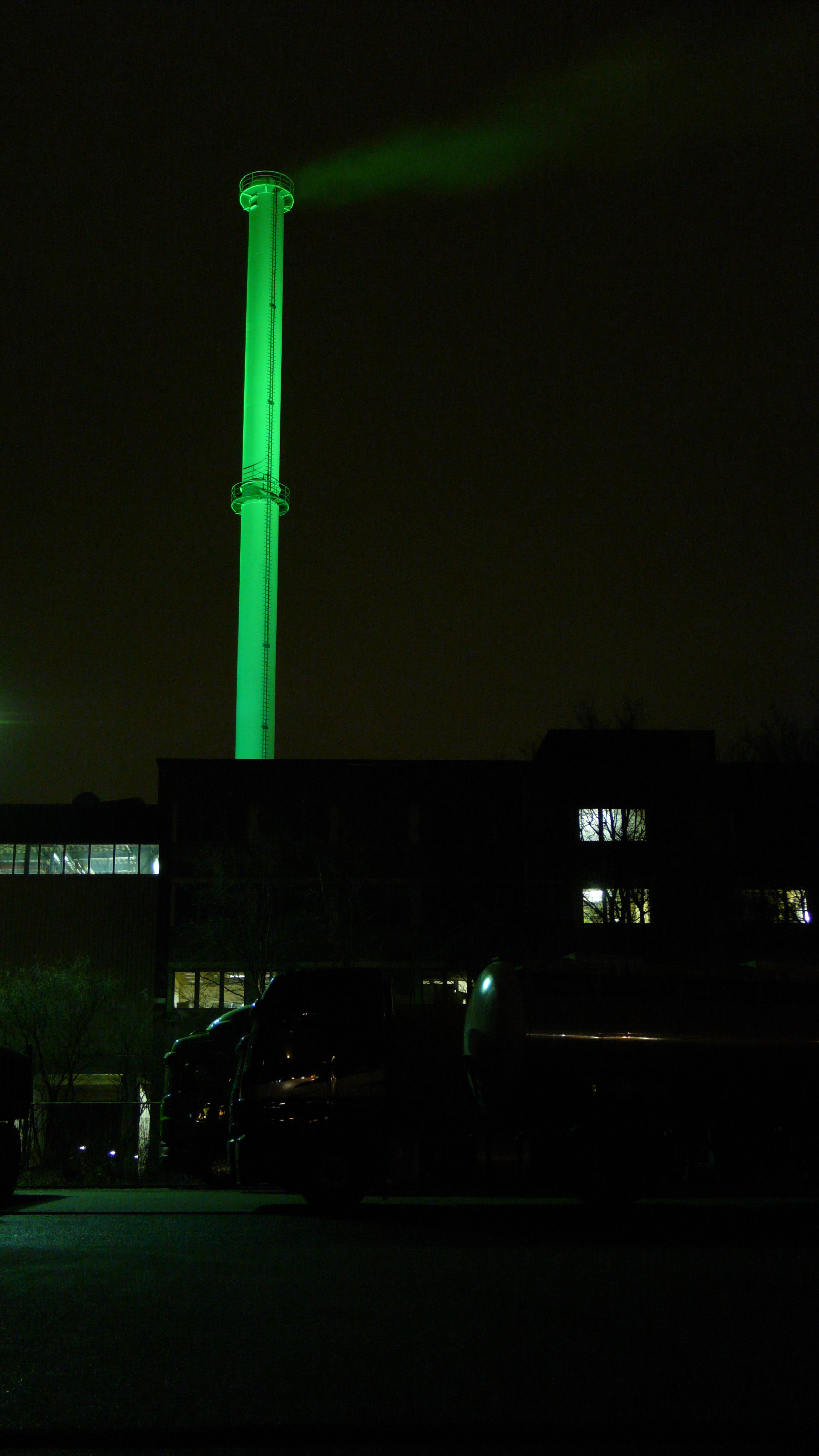
La xemeneia del Heizwerk la nit

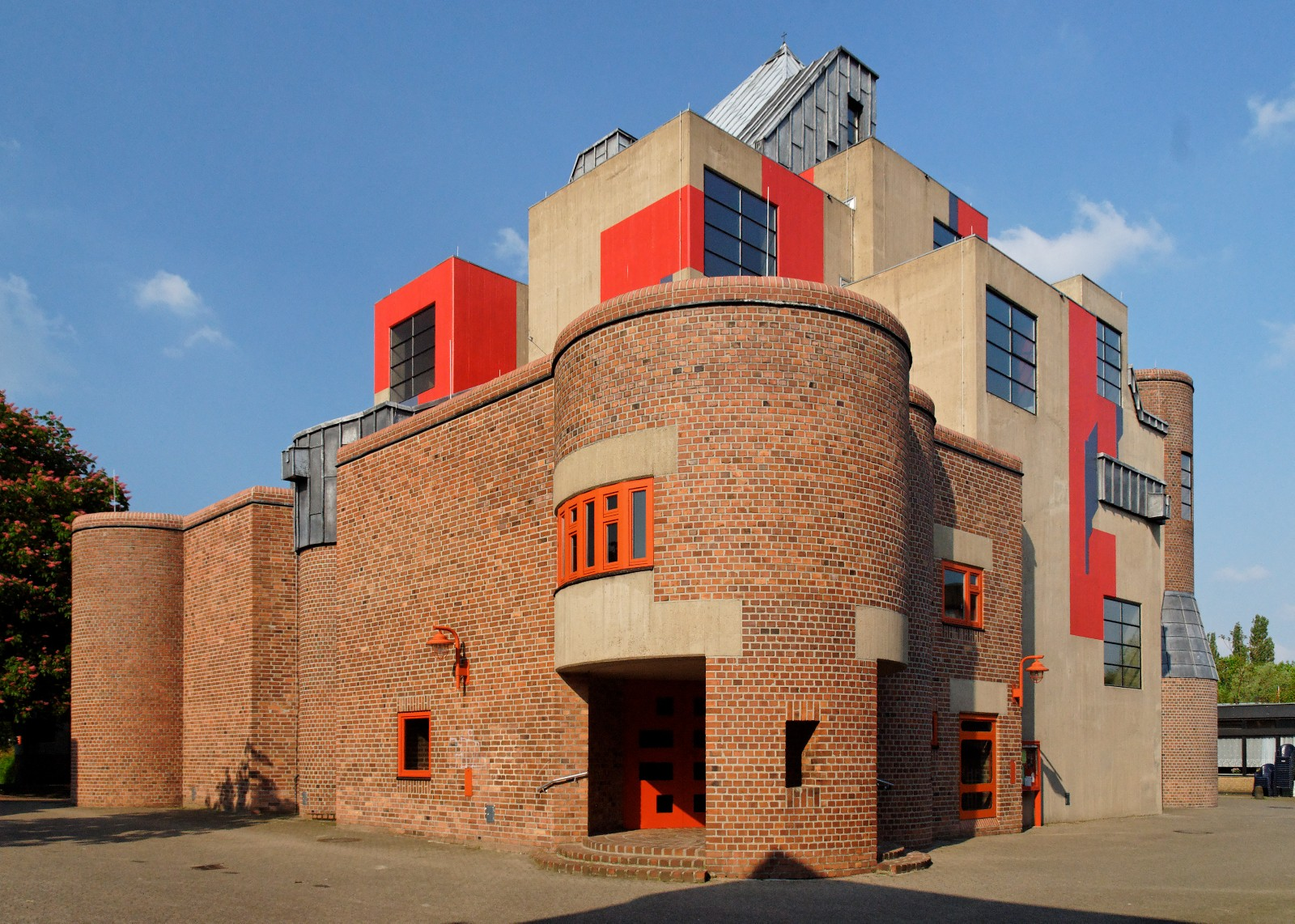
Església de Maties

- El Heizwerk (1965) una central de calefacció que forneix calefacció i aigua calent a tots els pisos del barri. La seva xemeneia de 100 m d'altitud va esdevenir l'emblema de Garath.
- Església de Maties

## Persones de Garath
- Francesc Carles de Velbrück (1719-1784), príncep-bisbe de Lieja